# Chư Prông (huyện)
Chư Prông là một huyện biên giới cũ thuộc tỉnh Gia Lai, Việt Nam.

## Địa lý
Huyện Chư Prông nằm ở phía tây nam của tỉnh Gia Lai, có vị trí địa lý:
- Phía đông giáp huyện Đak Đoa, huyện Chư Pưh và huyện Chư Sê
- Phía tây giáp Vương quốc Campuchia với đường biên giới dài khoảng 42 km
- Phía nam giáp huyện Ea Súp, tỉnh Đắk Lắk
- Phía bắc giáp huyện Đức Cơ, huyện Ia Grai và thành phố Pleiku.

## Hành chính
Huyện Chư Prông có 20 đơn vị hành chính cấp xã trực thuộc, bao gồm thị trấn Chư Prông (huyện lỵ) và 19 xã: Bàu Cạn, Bình Giáo, Ia Bang, Ia Băng, Ia Boòng, Ia Drăng, Ia Ga, Ia Kly, Ia Lâu, Ia Me, Ia Mơ, Ia O, Ia Phìn, Ia Pia, Ia Piơr, Ia Púch, Ia Tôr, Ia Vê, Thăng Hưng.

## Lịch sử
Tên huyện được đặt theo tên ngọn núi cao nhất vùng - núi Chư Prông. "Chư prông" theo tiếng Jrai có nghĩa là "ngọn núi lớn", "chư" là ngọn núi, "prông" là lớn.
Vùng đất Chư Prông trước năm 1959 thuộc tỉnh Pleiku, vốn được thành lập ngày 24 tháng 5 năm 1932 trên cơ sở phần đất phía nam tỉnh Kon Tum. Bấy giờ, tỉnh gồm hai quận Chư Ty và Pleikli. Ranh giới quận Chư Ty bao gồm vùng đất từ Đức Cơ ngày nay xuống đến phía tây Plei Me. Ranh giới quận Pleikli từ Plei Me kéo dài sang đông đường 14. Địa bàn huyện Chư Prông nằm trọn trong quận Pleikli.
Chính quyền Việt Nam Cộng hòa vẫn tiếp tục lấy tên tỉnh là Pleiku. Bấy giờ, tỉnh Pleiku gồm 4 quận Pleiku, An Khê, Chư Ty và Pleikli.
Ngày 22 tháng 12 năm 1959, tỉnh Pleiku được chia lại thành thành 3 quận: Lệ Trung, Lệ Thanh và Phú Nhơn (quận An Khê được tách ra và nhập vào tỉnh Bình Định. Địa bàn quận Lệ Thanh tương ứng với quận Chư Ty cũ, gồm 3 tổng, 24 xã, trong đó có 4 xã người Kinh và 20 xã người dân tộc Jrai. Địa bàn quận Pleikli lúc này thuộc quận Phú Nhơn, gồm 4 tổng và 9 xã người dân tộc Jrai.
Phía Việt Nam Dân chủ Cộng hòa từ năm 1945, phân địa bàn tương ứng với tỉnh Pleiku gọi là Gia Lai, thành 9 khu (tương đương huyện, thị). Các khu từ khu 1 đến khu 7 là vùng dân tộc thiểu số. Khu 8 là vùng Kinh ở An Khê. Khu 9 là thị xã Pleiku và các đồn điền, vùng phụ cận. Khu 5 là vùng dân tộc thiểu số phía tây đường 14 (thuộc địa bàn huyện Chư Prông, một phần huyện Đức Cơ và tây huyện Chư Sê ngày nay) và phía nam đường 19 kéo dài.
Từ tháng 7 năm 1960, khu 4 và khu 5 phía tây đường 14 được sáp nhập thành khu 45. Đến giữa năm 1961, khu 45 được giải thể, tách ra thành hai khu 4 và 5 như cũ.
Sau năm 1975, huyện Chư Prông thuộc tỉnh Gia Lai - Kon Tum, gồm 18 xã: Bình Giáo, Ia Boòng, Ia Glai, Ia Hlốp, Ia Hrú, Ia Ko, Ia Kriêng, Ia Lang, Ia Le, Ia Mơ, Ia Phìn, Ia Pia, Ia Pnôn, Ia Púch, Ia Tôr, Ia Vê, Nhơn Hòa và Thăng Hưng.

### Từ năm 1976 đến nay
Ngày 20 tháng 4 năm 1978, chia xã Ia Lang thành 2 xã: Ia Lang và Ia Kriêng.
Ngày 2 tháng 3 năm 1979, Hội đồng Chính phủ ban hành Quyết định 77-CP. Theo đó:
- Chia xã Ia Mơ thành 2 xã: Ia Mơ và Ia Lâu
- Chia xã Ia Hlốp thành 2 xã: Ia Blang và Ia Hlốp
- Chia xã Ia Pia thành 2 xã: Ia Me và Ia Pia
- Chia xã Ia Glai thành 2 xã: Ia Glai và Ia Băng.

Ngày 17 tháng 8 năm 1981, Hội đồng Bộ trưởng ban hành Quyết định 30-HĐBT và Quyết định 34-HĐBT. Theo đó: 
- Thành lập thị trấn Chư Prông (thị trấn huyện lỵ huyện Chư Prông) trên cơ sở tách 5 làng thuộc xã Ia Phìn
- Tách 7 xã: Ia Blang, Ia Glai, Ia Hlốp, Ia Hrú, Ia Ko, Ia Le và Nhơn Hòa để sáp nhập vào huyện Chư Sê.

Huyện Chư Prông còn lại thị trấn Chư Prông và 15 xã: Bình Giáo, Ia Băng, Ia Boòng, Ia Kriêng, Ia Lang, Ia Lâu, Ia Me, Ia Mơ, Ia Phìn, Ia Pia, Ia Pnôn, Ia Púch, Ia Tôr, Ia Vê, Thăng Hưng.
Ngày 30 tháng 5 năm 1988, Hội đồng bộ trưởng ban hành 96-HĐBT. Theo đó 
- Chia xã Ia Pnôn thành 2 xã: Ia Pnôn và Ia Nan
- Tách các làng Sung O, Tung, Grain Ga của xã Ia Bồng và các làng Krol, Ia, Glang của xã Ia Púch để thành lập xã Ia Ó.

Ngày 12 tháng 8 năm 1991, tỉnh Gia Lai được tái lập, huyện Chư Prông thuộc tỉnh Gia Lai, gồm 1 thị trấn Chư Prông và 17 xã: Bình Giáo, Ia Băng, Ia Boòng, Ia Kriêng, Ia Lang, Ia Lâu, Ia Me, Ia Mơ, Ia Nan, Ia Ó, Ia Phìn, Ia Pia, Ia Pnôn, Ia Púch, Ia Tôr, Ia Vê, Thăng Hưng.
Ngày 15 tháng 10 năm 1991, chuyển 4 xã: Ia Kriêng, Ia Lang, Ia Nan và Ia Pnôn sang trực thuộc huyện Đức Cơ.
Huyện Chư Prông còn lại thị trấn Chư Prông và 13 xã: Bình Giáo, Ia Băng, Ia Boòng, Ia Lâu, Ia Me, Ia Mơ, Ia Ó, Ia Phìn, Ia Pia, Ia Púch, Ia Tôr, Ia Vê, Thăng Hưng.
Ngày 21 tháng 8 năm 1998, thành lập xã Bàu Cạn trên cơ sở điều chỉnh 1.300 ha diện tích tự nhiên và 2.900 nhân khẩu của xã Ia Phìn; 1.400 ha diện tích tự nhiên và 900 nhân khẩu của xã Thăng Hưng.
Ngày 13 tháng 5 năm 2002, Chính phủ ban hành Nghị định 54/2002/NĐ-CP. Theo đó:
- Thành lập xã Ia Ga trên cơ sở 5.464 ha diện tích tự nhiên và 1.042 nhân khẩu của xã Ia Pia, 6.813 ha diện tích tự nhiên và 1.058 nhân khẩu của xã Ia Lâu
- Thành lập xã Ia Piơr trên cơ sở 9.629 ha diện tích tự nhiên và 3.908 nhân khẩu của xã Ia Lâu
- Thành lập xã Ia Drang trên cơ sở 1.421 ha diện tích tự nhiên và 1.486 nhân khẩu của xã Thăng Hưng, 1.931 ha diện tích tự nhiên và 1.039 nhân khẩu của xã Bình Giáo, 753 ha diện tích tự nhiên và 3.056 nhân khẩu của xã Ia Boòng.

Ngày 17 tháng 4 năm 2008, Chính phủ ban hành Nghị định 46/2008/NĐ-CP. Theo đó:
- Thành lập xã Ia Kly trên cơ sở điều chỉnh 1.735 ha diện tích tự nhiên và 1.902 nhân khẩu của thị trấn Chư Prông, 471 ha diện tích tự nhiên và 374 nhân khẩu của xã Ia Tôr
- Thành lập xã Ia Bang trên cơ sở điều chỉnh 2.197 ha diện tích tự nhiên và 1.587 nhân khẩu của xã Ia Vê, 1.869 ha diện tích tự nhiên và 1.259 nhân khẩu xã Ia Tôr.

Huyện Chư Prông có 1 thị trấn và 19 xã như hiện nay.

## Kinh tế - xã hội
Chư Prông là nơi đã diễn ra chiến thắng nổi tiếng diễn ra cách đây hơn 40 năm đó là chiến thắng Plei Me oanh liệt và hiện nay đã trở thành điểm tham quan, du lịch. Đến với Chư Prông bạn có thể thấy những ngọn đồi với bạt ngàn cà phê và cao su, bạn còn có thể đến thăm thác 7 bậc tại xã Ia Phìn, các điểm du lịch của huyện như nông trường Chè Bàu Cạn, chùa Bửu Sơn, chùa Đức Tôn...
Năm 2010, tổng giá trị sản xuất toàn huyện  ước đạt hơn 2.884 tỷ đồng, tăng 1.688 tỷ đồng so với năm 2005, mức tăng bình quân 28,2%/năm; tổng vốn đầu tư toàn xã hội tăng bình quân hàng năm 124,8%; tỷ lệ hộ nghèo giảm nhanh qua từng năm, từ 39,5% (năm 2005) xuống còn 13% (vào cuối năm 2010); thu nhập bình quân tăng từ 5,4 triệu đồng (năm 2005) lên 10,5 triệu đồng (năm 2010).
Cơ cấu kinh tế, cơ cấu đầu tư, cơ cấu cây trồng vật nuôi chuyển dịch nhanh và đúng hướng. Ước tính đến cuối năm 2010, tổng diện tích gieo trồng là 56.607 ha (tăng 16.138 ha so với năm 2005).
Huyện luôn chú trọng áp dụng các mô hình sản xuất nông nghiệp đem lại giá trị kinh tế cao. Vốn đầu tư phát triển toàn xã hội liên tục tăng qua các năm với mức tăng bình quân 124,8%/năm. Kết cấu hạ tầng kinh tế - xã hội như điện - đường - trường - trạm được quan tâm đầu tư, góp phần thúc đẩy sản xuất, nâng cao chất lượng cuộc sống của nhân dân, tăng năng lực sản xuất và làm thay đổi khá nhanh diện mạo nông thôn, đặc biệt là ở các xã vùng sâu, vùng đồng bào dân tộc thiểu số. Đến nay, 85% tuyến đường từ huyện đến xã đã được thảm nhựa, 100% xã có đường ô tô đến trung tâm xã, 95% thôn, làng và 90% số hộ gia đình được sử dụng điện.
Sự nghiệp giáo dục, y tế không ngừng phát triển, chất lượng dạy và học, khám - chữa bệnh được nâng lên, đời sống của nhân dân được cải thiện, góp phần tạo động lực mới thúc đẩy kinh tế phát triển nhanh và bền vững. Đến nay, huyện đạt tỷ lệ 2 bác sĩ/vạn dân, 30% trạm y tế xã và phòng khám khu vực có bác sĩ, 173/173 thôn, làng có cộng tác viên y tế...
Trong giai đoạn 2010 - 2015 toàn huyện phấn đấu đạt các chỉ tiêu cơ bản sau: Tổng giá trị sản xuất trên địa bàn đạt 4.884,216 tỷ đồng; cơ cấu giá trị sản xuất ngành nông - lâm nghiệp đạt 36,1%, công nghiệp - xây dựng đạt 35,5%, dịch vụ đạt 28,4%; tổng vốn đầu tư toàn xã hội 2.665.116 triệu đồng; thu nhập bình quân đầu người 15 triệu đồng/năm; tổng thu ngân sách trên địa bàn 266 tỷ đồng, trong đó huyện thu 145 tỷ đồng, đáp ứng 80-85% nhu cầu chi thường xuyên, giảm tỷ lệ hộ nghèo xuống dưới 5%; giải quyết việc làm cho 5.000 lao động; có từ 75% đến 80% thôn, làng văn hóa; 100% thôn, làng, hộ gia đình được sử dụng điện.
Một số trường trung học trên địa bàn huyện: 
- Trường trung học cơ sở Chu Văn An (thị trấn Chư Prông)
- Trường trung học cơ sở Quang Trung (xã Ia Me)
- Trường trung học cơ sở Đinh Tiên Hoàng (xã Ia Đrăng)
- Trường trung học cơ sở Lê Lợi (xã Ia Tôr)
- Trường trung học cơ sở Lý Tự Trọng (xã Ia Phìn)
- Trường trung học cơ sở Lê Văn Tám (xã Ia Piơr)
- Trường trung học cơ sở Nguyễn Trãi (xã Ia Boòng)
- Trường trung học cơ sở Nguyễn Khuyến(xã Ia Kly)
- Trường trung học cơ sở Ngô Gia Tự (xã Ia Vê)
- Trường trung học cơ sở dân tộc nội trú Chư Prông (thị trấn Chư Prông)
- Trường trung học cơ sở Nguyễn Chí Thanh (xã Ia Băng)
- Trường trung học cơ sở Ngô Quyền (xã Ia Ga)

Một số trường trung học phổ thông:
- Trường trung học phổ thông Plei Me (xã Ia Ga)
- Trường trung học phổ thông Lê Quý Đôn (thị trấn Chư Prông)
- Trường trung học phổ thông Trần Phú (xã Thăng Hưng).